# Sélim III Giray
Sélim III Giray (mort en 1781) est un khan de Crimée ayant régné de 1764 à 1767 puis de 1770 à 1771. 

## Origine
Sélim III Giray est le fils de Fetih II Giray.

## Règne
Sélim III devient khan en septembre 1764. Il nomme Muhmmad Giray qalga et Krim Giray comme nureddin. Initialement en mauvais terme avec l'Empire russe, il accepte finalement la nomination d'un consul russe après avoir reçu des présents en fourrures et en argent.
En 1765, il est convoqué à Constantinople pour prêter son serment de vassalité et se concerter avec le divan. Il fait une entrée remarquée par sa pompe dans la capitale le 27 juin. Il tente alors de persuader la Sublime Porte d'obtenir des Russes la démolition des forts construits en Kabardie. Mais cette politique déplaît et il est déposé en mars 1767.
En 1770, après la déposition de Qaplan II Giray, Sélim III est restauré sur le trône et il rétablit immédiatement son qalga et son nureddin. L'année suivante, les Russes attaquent l'Empire ottoman avec deux corps d'armée, le premier en Moldavie et le second en Crimée.  
En juillet 1771, après avoir chassé de Capha le gouverneur ottoman Ibrahim Pacha, les troupes du général russe Vassili Dolgorouki prennent Perekop, envahissent la Crimée et occupent Gözleve et Bahçesaray avec l'appui d'éléments de la horde Yedisan. Sélim III doit se soumettre aux exigences de Catherine II de Russie et accepter d'envoyer deux de ses fils en otages à Saint-Pétersbourg. Avant de réaliser sa promesse, Sélim III Giray s'enfuit avec sa famille à Constantinople où il vit encore dix ans avant de mourir à l'âge de 73 ans et d'être inhumé dans la mosquée d'Ayas Pacha.